# Хассельфельде
Хассельфельде (нем. Hasselfelde) — город в Германии, в земле Саксония-Анхальт.
Входит в состав района Вернигероде. Подчиняется управлению Броккен-Хохгарц. Население составляет 3072 человека (на 31 декабря 2006 года). Занимает площадь 74,28 км². Официальный код — 15 3 69 012.